# Mendrisio (gemeente)
Mendrisio is een gemeente in het uiterste zuiden van het kanton Ticino in Zwitserland. De gemeente telt 14.789 inwoners. Men spreekt er Italiaans. Het oppervlak telt 21,7 km². Het was de gaststad van het wereldkampioenschap wielrennen in 2009. Eerder werd Eddy Merckx er al wereldkampioen in 1971.
Ten oosten van Mendrisio verheft zich de Monte Generoso (1701 m), het Meer van Lugano ligt op kleine afstand naar het noorden. Langs de gemeente loopt de belangrijke snelweg E35 Bazel-Milaan.
Mendrisio heeft een klein historisch centrum met als belangrijkste bouwwerken de kerk San Daminiano, de Villa Argentina en het oude ziekenhuis Beata Vergine waarin tegenwoordig de academie voor architectuur gevestigd is.

## Geschiedenis
Op 4 arpil 2003 werd Salorino in de gemeente opgenomen. Op 5 april 2009 vormden de toenmalige gemeentenArzo, Capolago, Genestrerio, Mendrisio, Rancate en Tremona. Op 13 april 2013 werden ook de gemeenten Besazio, Ligornetto en Meride opgenomen in de gemeente Mendrisio.

## Bevolking
De bevolkingsontwikkeling is weergegeven in de onderstaande grafiek.

## Bekende personen
- Michael Albasini (1980), wielrenner
- Mario Botta (1943), architect
- Paolo Meneguzzi (1976), zanger
- Luigi Snozzi (1932-2020), architect